# 山田城 (大和国)
山田城（やまだじょう）は、奈良県天理市にあった中世の日本の城（山城）。別名岩掛城（いわがけじょう）。

## 概要
天理市山田町の尾根先端の要衝、標高550mに位置する。尾根先の曲輪は四角形で、西方に深い堀がある。単郭の館城から尾根続きに拡張しようとし、未完に終わった。
付近一帯を支配する在地領主・山田氏が当城に拠った。一乗院方の国民であった山田氏は15世紀後半には古市氏に属し、応仁の乱でも勢力を広げている。筒井氏勢力下の福住氏と対立しながら、城の北方に進出して所領を広げた。永禄9年（1566年）に山田氏が松永久秀勢から当城を奪還した記録が残る。